# Čchung-ming
Čchung-ming (čínsky pchin-jinem Chongming, znaky zjednodušené 崇明岛) je ostrov v ústí řeky Jang-c’-ťiang do Východočínského moře. S rozlohou 1267 km² je, ovšem s velkým odstupem, druhým největším ostrovem Číny po Chaj-nanu. Tvoří spolu se sousedními ostrovy Čchang-sing a Cheng-ša jeden z obvodů přímo spravovaného města Šanghaj.
Ostrov je rovinatý a vznikl z písečných naplavenin řeky Jang-c’-ťiang. Existence několika malých ostrovů v prostoru Čchung-mingu je písemně doložena od 7. století, ale v 17. století se spojily do jednoho velkého ostrova. V šedesátých letech 20. století s Čchung-mingem splynul také severněji ležící ostrov Jung-lung-ša, avšak jeho území administrativně nadále patří k provincii Ťiang-su.

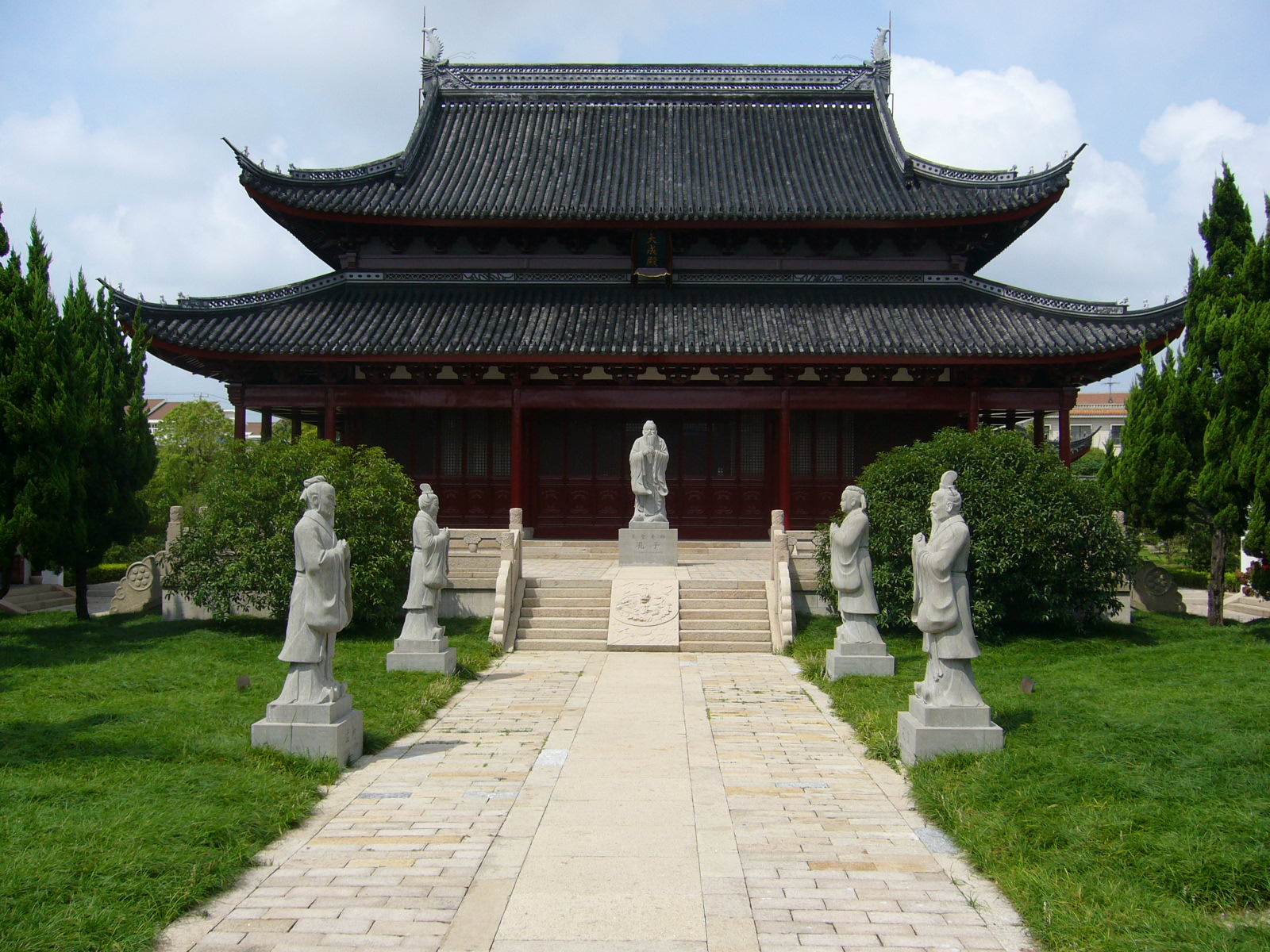
Konfuciánský chrám na ostrově Čchung-ming

Ostrov Čchung-ming tvoří zemědělské a rekreační zázemí Šanghaje, nachází se zde lesní národní park Tung-pching. Na ostrově stojí velký konfuciánský chrám s muzeem. V roce 2009 byl otevřen most spojující ostrov s pevninou. Na jihovýchodním pobřeží existuje průmyslová zóna s velkými loděnicemi. Plánuje se výstavba vzorného ekologického města Tung-tchan. Na ostrově se každoročně koná mezinárodní ženský cyklistický závod Tour of Chongming Island.